# Patrick Maucouvert
Patrick Maucouvert, né le 3 octobre 1961 à Tonneins (Lot-et-Garonne), est un entraîneur de basket-ball professionnel français.

## Carrière

### Entraîneur
- 1987 - 1989 :  Toulouse BC (Pro B) Entraîneur assistant
- 1989 - 1990 :  Toulouse BC (Pro B)
- 1990 - 1992 :  ASVEL Lyon-Villeurbanne (Pro A) Entraîneur assistant
- 1992 - 1993 :  Villeneuve BC (Pro B), Maurienne SB (Nationale 1)
- 1993 - 1994 :  Lourdes (Pro B)
- 1994 - 1995 :  Lourdes (Pro B), puis ALGM Lyon (NM1)
- 1995 - 1999 :  Maurienne SB (Pro B)
- 2000 - 2001 :  ESPE Châlons-en-Champagne (Pro B)
- 2001 - 2002 :  Besançon BCD (Pro B)
- 2002 - 2004 :  JL Bourg-en-Bresse (Pro A)
- 2004 - 2005 :  UD Oliveirense (Portugal)
- 2006 - 2007 :  Stade clermontois (Pro A) Entraîneur assistant
- Nov. 2007 - déc. 2007 :  Tarbes Gespe Bigorre (LFB)
- Déc. 2007 - 2011 :  EF Feurs (Nationale 1) et (Nationale 2)
- 2011 - 2013 :  Hagetmau-Doazit-Chalosse (Nationale 2)
- 2013 - 2015 :  Union Dax Gamarde Goos (Nationale 2)
- Nov. 2016 - 2017 :  Hagetmau-Doazit-Chalosse (Nationale 3)
- Depuis Septembre 2018 :  US Saint-Cricq (Pré Nationale Masc. Nouvelle Aquitaine)

## Palmarès
- Champion de France Espoirs (ASVEL-PROA) en 1991
- Champion de France de Pro B en 1997
- Vainqueur coupe des Landes et Super coupe du sud-ouest 2012
- Finaliste  Coupe Ghroum (Coupe des Landes Jeunes)  en 2022
- Vainqueur Coupe Ghroum (Coupe des Landes Jeunes) en 2023